# Izabela Trojanowska
Izabela Ludwika Trojanowska z domu Schütz (ur. 22 kwietnia 1955 w Olsztynie) – polska piosenkarka rockowa, aktorka filmowa i teatralna, autorka tekstów, projektantka mody oraz osobowość medialna.
W latach 70. rozpoczęła profesjonalną karierę muzyczną. W 1971 odebrała z rąk Karola Wojtyły nagrodę im. Maksymiliana Kolbego na Festiwalu Pieśni Sakralnej Sacrosong w Chorzowie, poza tym otrzymała nagrodę Związku Kompozytorów na VII Festiwalu Piosenki Radzieckiej w Zielonej Górze i została laureatką nagrody za debiut na Krajowym Festiwalu Piosenki Polskiej w Opolu. W latach 1974–1978 studiowała w Studium Wokalno-Aktorskim Teatru Muzycznego im. Danuty Baduszkowej w Gdyni, gdzie debiutowała jako aktorka teatralna. W 1979 zadebiutowała jako aktorka telewizyjna rolą Teresy Sikorzanki w serialu Strachy. W 1980 rozpoczęła roczną współpracę z Budką Suflera, a także zdobyła nagrodę za interpretację na 18. Krajowym Festiwalu Piosenki Polskiej w Opolu i zajęła drugie miejsce na 4. Międzynarodowym Festiwalu Interwizji w Sopocie. W 1981 wydała debiutancki album studyjny pt. Iza, zawierający m.in. przeboje „Tyle samo prawd ile kłamstw” i „Wszystko czego dziś chcę”. W 1982 nagrała w duecie z Tadeuszem Nalepą materiał na album pt. Pożegnalny cyrk, który ze względu na oddźwięk silnie krytykujący stan wojenny został poddany cenzurze, a sama Trojanowska zmagała się z bojkotem w środowisku muzycznym. Wskutek licznych szykan ze strony władzy i nieprzedłużenia jej paszportu zdecydowała się na emigrację, mieszkała m.in. w Wielkiej Brytanii i Niemczech. Po powrocie do Polski wydała anglojęzyczny album pt. Izabela Trojanowska (1991) i dwie polskojęzyczne płyty: Pożegnalny cyrk (1993) i Chcę inaczej (1996). Od 1997 gra Monikę Ross-Nawrot, jedną z głównych bohaterek serialu Klan. W nowym tysiącleciu wydała dwa albumy: Życia zawsze mało (2011) i Na skos (2016).
Jej utwory doczekały się coverów śpiewanych przez innych wykonawców, m.in. przez Joannę Lazer, Joannę Osydę, Lemon, Monikę Brodkę, Kaję Paschalską, Candy Girl, Stefano Terrazzino, Jeremiego Sikorskiego, Elizę Rycembel, Karolinę Czarnecką czy Irenę Melcer.

## Życiorys

### Rodzina i edukacja
Urodziła się w Olsztynie.  Jest córką Zofii z domu Barcz i Maksymiliana Schützów, którzy pobrali się w 1952. Ma dwóch braci: starszego Maksymiliana (ur. 1953) i młodszego Romana (ur. 1957). Jej wujem był Henryk Strzelecki. Pochodzi z rodziny o muzycznych tradycjach: matka śpiewała i grała na gitarze, a ojciec grał na skrzypcach. Była wychowywana w duchu katolickim, a w młodości chciała wstąpić do zakonu. 
W dzieciństwie śpiewała piosenki Sławy Przybylskiej i Anny German. Uczęszczała na zajęcia rytmiki i tańca organizowane w Klubie Oficerskim w Olsztynie, a także śpiewała na szkolnych akademiach i recytowała wiersze. Kiedy miała 10 lat, zaczęła śpiewać w chórze katedralnym. Będąc w szkole podstawowej, wystąpiła z piosenkami „Powrócisz tu” Ireny Santor i „Gdybyś kochał, hej” zespołu Breakout w międzykoszarowym festiwalu piosenki żołnierskiej w Olsztynie. Śpiewała w zespołach „Tęcza” i „Binamol”.

### Początki kariery
W maju 1971 za wykonanie utworów „Jeszcze uboga, a już łaską tknięta” i „Za polami krzyż u wsi” na Festiwalu Pieśni Sakralnej Sacrosong w Chorzowie zdobyła nagrodę im. Maksymiliana Kolbego, którą wręczył jej kardynał Karol Wojtyła. W czerwcu za wykonanie utworów „Niebieski len” Raimondsa Paulsa i „Śnił mi się sen” Arno Babadżaniana otrzymała nagrodę Związku Kompozytorów Radzieckich na VII Festiwalu Piosenki Radzieckiej w Zielonej Górze i wystąpiła z piosenką Babadżaniana w koncercie laureatów. Dzięki wygranej zakwalifikowała się bez eliminacji do konkursu „Debiutów” podczas 9. Krajowego Festiwalu Piosenki Polskiej w Opolu, na którym zaśpiewała piosenkę „O czym marzą zakochani” i zdobyła nagrodę za debiut. Po sukcesie na festiwalu Andrzej Rosiewicz zaproponował jej nagranie dwóch utworów – „Który mnie wybierze” i „Nie mam woli do zamęścia”, którą zaprezentowała z zespołem Hagaw na Telewizyjnej Giełdzie Piosenki. Za udział w programie została dyscyplinarnie wyrzucona z liceum, po czym przeprowadziła się do Warszawy, gdzie uczyła się w liceum im. Narcyzy Żmichowskiej i występowała w zespole Sił Powietrznych Granica.
Rozczarowana nieprzychylną prasą po festiwalu w Opolu, m.in. ostrą recenzją Lucjana Kydryńskiego w „Przekroju”, zawiesiła działalność estradową. Podczas prób do występu na festiwalu została dostrzeżona przez Andrzeja Wajdę, który zaproponował jej udział w castingach do ekranizacji Wesela; wzięła udział w zdjęciach próbnych, jednak ostatecznie rolę Panny Młodej powierzono Ewie Ziętek. Ponadto wygrała casting do roli w filmie Szerokiej drogi, kochanie, jednak wycofała się z projektu, odmówiwszy zagrania w scenie nago. Zainspirowana poznanym na zdjęciach próbnych do Wesela Danielem Olbrychskim i jego umiejętnością interpretacji wierszy, wzięła udział w przesłuchaniach do Studium Wokalno-Aktorskiego Teatru Muzycznego im. Danuty Baduszkowej w Gdyni, gdzie studiowała w latach 1974–1978. W tym okresie wystąpiła w wystawianych przez gdyński teatr sztukach: Machiavelli, Fontanna z Neptunem, Poemat pedagogiczny, Promises, promises, Nasz człowiek w Hawanie i Zielony gil, który był jej spektaklem dyplomowym. W okresie współpracy z teatrem wystąpiła z greckim zespołem Prometheus podczas kilku koncertów w NRD.

### Rozkwit kariery
Jako aktorka telewizyjna zadebiutowała rolą Teresy Sikorzanki w serialu Strachy (1979). W trakcie prac przy serialu przyjęła propozycję dołączenia do zespołu Teatru Syrena, z którym zagrała również w spektaklach: Wielki Dodek, Czołowe zdarzenie, Warto byś wpadł i Festiwal za 100 złotych. Uczęszczała też do klasy śpiewu operowego w Akademii Muzycznej im. Fryderyka Chopina w Warszawie i studiowała na Politechnice Warszawskiej. Wystąpiła w roli Kasi Kunickiej w kilku odcinkach serialu Kariera Nikodema Dyzmy (1980). Niedługo później wznowiła karierę muzyczną i wystąpiła w kilku audycjach telewizyjnych: Komu jak komu, Liczy się tylko czas Ryszarda Poznakowskiego (Studio Gama), Zimowa dziewczyna (spektakl „Niemoralność Pani Dulskiej”) i Pokochaj mnie (program „Skansen” studia Gama). Otrzymawszy angaż do teatru „Amhambra” w Pradze, zrezygnowała z występowania w Teatrze Syrena.
W marcu 1980, za namową męża, zwróciła się do Romualda Lipki z prośbą o stworzenie rockowej aranżacji do utworu „Liczy się tylko czas”. Wkrótce podjęli stałą współpracę – Trojanowska nagrała piosenki, które skomponował dla niej Lipko piosenki do tekstów Andrzeja Mogielnickiego oraz w których nagraniach brała udział Budka Suflera. Ich pierwsza wspólna piosenka, „Tyle samo prawd ile kłamstw”, dotarła do pierwszego miejsca radiowej listy przebojów Studio Gama. Za utwór otrzymała nagrodę publiczności w programie Fonogama, poza tym wystąpiła z nim w koncercie „Od Opola do Opola” na 18. KFPP w Opolu. Podczas opolskiego festiwalu wystartowała także z utworem „Wszystko czego dziś chcę” w konkursie „Premier”, na którym została uhonorowana nagrodą za interpretację, a także otrzymała tytuł Miss Obiektywu, co uwiecznione zostało w jednej z kronik filmowych w segmencie Miss obiektywu. Oba festiwalowe utwory wydała na singlu „Tyle samo prawd, ile kłamstw / Komu więcej, komu mniej”, który sprzedał się w ponad 120 tys. egzemplarzy, dzięki czemu zdobył status złotej płyty i stał się najlepiej sprzedającym się singlem wydanym przez wytwórnię Tonpress w 1980. Oba utwory ukazały się też na pierwszym minialbumie w dorobku Trojanowskiej, na którym umieściła także piosenki „Komu więcej, komu mniej” i „Tydzień łez”. W lipcu zawiązał się jej pierwszy oficjalny fanklub, który działał przy klubie „Rudy Kot”, zlokalizowanym niedaleko siedziby „Solidarności”; legitymację członkowską z numerem „1” posiada Lech Wałęsa. W sierpniu, reprezentując wytwórnię Tonpress z piosenką „Tyle samo prawd ile kłamstw”, zajęła drugie miejsce w międzynarodowym konkursie wytwórni płytowych na 4. Międzynarodowym Festiwalu Interwizji w Sopocie. Po występie na festiwalu nagrała anglojęzyczną wersję piosenki – „Open Up Your Eyes and Mind”. W ostatnich miesiącach 1979 nagrała z Budką Suflera recital telewizyjny pt. Lunapark i wystąpiła z piosenką „Sobie na złość” w czechosłowackim programie Televariete. W latach 1980–1982 trzykrotnie zwyciężyła w plebiscycie „Kuriera Polskiego”. W lutym 1981 wszystkie osiem dotychczas opublikowanych nagrań wydała na swoim debiutanckim albumie studyjnym pt. Iza, która choć została zamówiona w wówczas rekordowym nakładzie blisko 1 mln egzemplarzy, to z przyczyn technicznych trafiła do sprzedaży w nakładzie jedynie 40 tys. sztuk płyt winylowych i 20 tys. kaset magnetofonowych. Promujące ją single rozeszły się w nakładzie ponad 300 tys. sztuk. W kwietniu piosenkarka wydała drugi minialbum, na którym umieściła utwory: „Jestem twoim grzechem”, „Sobie na złość”, „Nic za nic” i „Pytanie o siebie”.
Po zakończeniu współpracy z Budką Suflera w lutym 1981 rozpoczęła współpracę z wrocławskim zespołem Stalowy Bagaż, z którym zadebiutowała na scenie w maju wystąpiła na festiwalu Rock Arena w Poznaniu. W czerwcu wystąpili na 19. KFPP w Opolu, na którym wykonali utwory „Na bohaterów popyt już minął” i „Pieśń o cegle”. Trojanowska drugą z festiwalowych piosenek zaśpiewała w stroju z ZSMP-owskim czerwonym krawatem, co wywołało spore kontrowersje w mediach. Po występie zarząd krakowskiego oddziału ZSMP wystosował protest przeciwko rzekomemu sprofanowaniu symbolu organizacji przez artystkę. Oba utwory trafiły na wspólną epkę Trojanowskiej i Budki Suflera, która rozeszła się w ponad 150 tys. egzemplarzy, zapewniając im złotą płytę. W 1981 piosenkarka wcieliła się w postać Joanny Borewicz, byłej żony głównego bohatera w jednym odcinku serialu 07 zgłoś się; w 2013 została okrzyknięta „Miss Borewicz”, zwyciężając w plebiscycie czasopisma „Świat seriali” na najlepszą ekranową partnerkę Sławomira Borewicza (w tej roli Bronisław Cieślak). W sierpniu 1981, po zagraniu kilkunastu koncertów zakończyła współpracę ze Stalowym Bagażem. Na przełomie października i listopada premierę miał spektakl Teatru Telewizji Kat czeka niecierpliwie, w którym zagrała Mayollę. Pod koniec roku rozpoczęła nagrania materiału na kolejny album studyjny pt. Układy, który wydała w 1982. Na płycie, promowanej m.in. poprzez przeboje „Karmazynowa noc”, „Brylanty” oraz „Obce dni”, zaprezentowała bardziej rockowe brzmienie niż na pierwszym albumie. W marcu otrzymała wyróżnienie na festiwalu Intertalent w Gottwaldowie, na którym zaśpiewała piosenkę „Nic za nic”. Również w 1982 wystąpiła w podwójnej roli sióstr-bliźniaczek, Olgi i Very Komarowskich, w filmie Sto jedenasty oraz nagrała z Tadeuszem Nalepą album pt. Pożegnalny cyrk, który zawierał utwory silnie krytykujące stan wojenny, przez co cenzura nie dopuściła do jego wydania. W tym okresie była z jednej strony atakowana przez „Solidarność” za pokazany w telewizji występ w Sali Kongresowej, a z drugiej strony szykanowana przez władzę za odmowę kolejnych występów.

### Emigracja i powrót
We wrześniu 1982 wyjechała do Holandii, gdzie zagrała kilka koncertów. Gdy odrzucono jej wniosek o przedłużenie paszportu i zakazano wjazdu do Polski, a dodatkowo bojkotowano jej twórczość w ogólnopolskich mediach, zdecydowała się z mężem na emigrację. Mieszkała w USA i Wielkiej Brytanii. W październiku 1983 premierę miał serial Blisko, coraz bliżej, w którym wystąpiła jako Hildegarda Belsche. W kwietniu 1985 wystąpiła z koncertami dla Polonii amerykańskiej w Chicago i Nowym Jorku. W 1987 osiadła z mężem w Berlinie Zachodnim, gdzie przez kilka lat prowadzili restaurację „Landhaus Dahlem”.
Na początku lat 90. wróciła do Polski. W 1990 wystąpiła na festiwalu sopockim z utworami ze swojego pierwszego anglojęzycznego albumu, zatytułowanego po prostu Izabela Trojanowska. Płyta ukazała się w 1991 i była przeznaczona do sprzedaży na rynki zachodnie – najpierw trafiła na rynek brytyjski (została wydana nakładem niezależnej wytwórni Rondor Music), a w sierpniu 1992 trafiła na rynek amerykański i kanadyjski (pod zmienionym tytułem – Independence). Wydawnictwo przeszło jednak bez echa, przynosząc umiarkowany hit „Independence Day”. W 1993 na rynku ukazał się jej album nagrany z Tadeuszem Nalepą pt. Pożegnalny cyrk, którego sprzedaż 11 lat wcześniej została zablokowana przez cenzurę.

### Dalsza kariera
W 1994 zaśpiewała z Budką Suflera na ich jubileuszowej trasie koncertowej z okazji 20-lecia zespołu. W 1995 wystąpiła w koncercie z okazji jubileuszu 50-lecia Teatru Syrena oraz nawiązała współpracę artystyczną z Adamem Abramkiem i Pawłem Sotem, kompozytorami zespołu Bajm. W 1996 wydała nagrany z nimi album studyjny pt. Chcę inaczej, który odniósł umiarkowany sukces, przynosząc jednak przeboje: „I stało się”, „Więcej niż życie” oraz „Nareszcie czuję”. We wrześniu 1997 zadebiutowała na antenie TVP1 w roli Moniki Ross-Nawrot w serialu Klan. W tym okresie przeprowadziła też wywiad z Joan Collins, który ukazał się na łamach czasopisma „Halo”. W listopadzie 1998 wystąpiła w duecie z Jerzym Jeszke w koncercie z okazji 40-lecia Teatru Muzycznego im. Danuty Baduszkowej w Gdyni. Kontynuowała współpracę z Budką Suflera i pracowała z Andrzejem Mogielnickim nad kolejnym albumem, który miał być utrzymany w stylu disco. Materiał nigdy nie ukazał się na rynku.

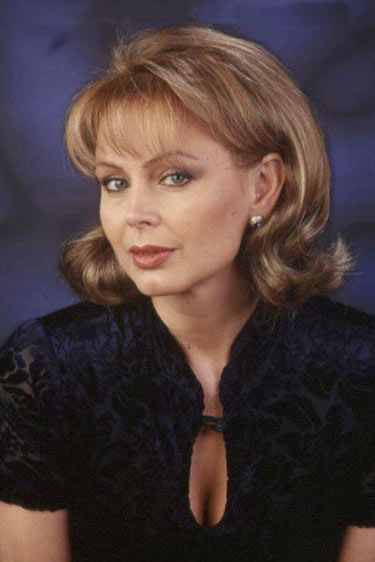
Trojanowska (2008)

W 2002 stworzyła z Moniką Natorą kolekcję ubrań „MonaIza”. W 2003 była jedną z bohaterek książki „Karuzela z madonnami, czyli 57 bardzo zakręconych kobiet”, w której ukazał się wywiad przeprowadzony z nią przez Tomasza Raczka, a także wystąpiła z utworami „Tyle samo praw ile kłamstw” i „Wszystko, czego dziś chcę” podczas koncertu „40 na 40” w ramach 40. KFPP w Opolu. Od maja 2007 do końca 2008 występowała na koncertach z własnym zespołem, następnie nawiązała współpracę koncertową z muzykami Mafii. W sierpniu 2009 wystąpiła z Budką Suflera na kilku koncertach z okazji 35-lecia zespołu, m.in. na festiwalu sopockim. W 2010 została ambasadorką reklamową producenta telefonów komórkowych myPhone i pojawiła się w roli garderobianej Hani w filmie Fenomen. W 2011 wzięła udział w nagraniu charytatywnej piosenki „Anioły niebios wstrzymajcie czas”, napisanej na potrzeby akcji organizowanej przez fundację Anny Dymnej „Mimo wszystko”, a także wydała album pt. Życia zawsze mało. Od 2013 gra solowe koncerty po kraju. 31 grudnia 2013 wystąpiła w koncercie noworocznym „Disco sylwester z Dwójką” organizowanym przez TVP2 we Wrocławiu. W 2014 wystąpiła z Budką Suflera w serii koncertów z okazji 40-lecia istnienia zespołu oraz zagrała gościnnie Panią Higgins na premierze musicalu My Fair Lady w Sali Kongresowej w Warszawie. W latach 2015–2019 koncertowała z zespołem Romuald Lipko Band.

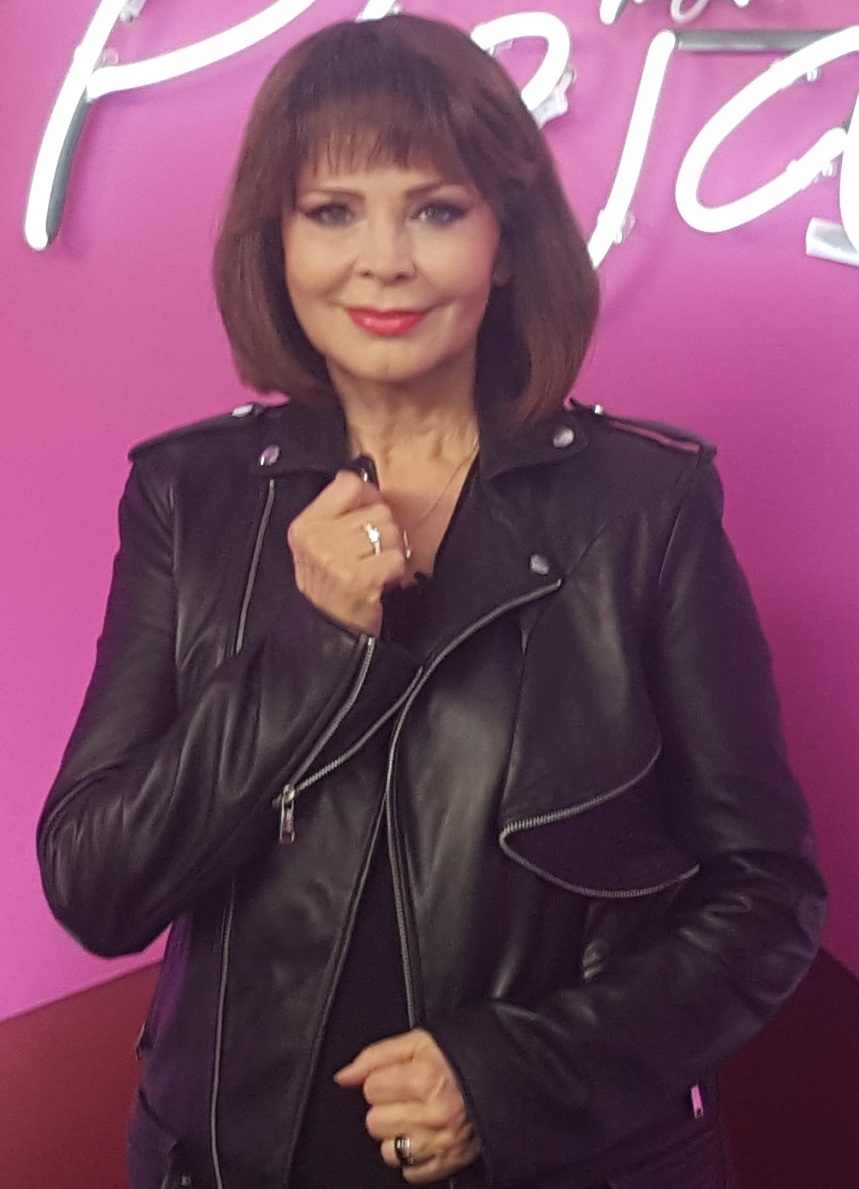
Trojanowska (2017)

18 listopada 2016 wydała swój siódmy album studyjny pt. Na skos, nad którym współpracowała z Janem Borysewiczem i który zadebiutował na 49. miejscu polskiej listy przebojów. Album promowała teledyskiem do singla „Posłańcy wszystkich burz”. Na potrzeby promocji płyty zmieniła wizerunek, farbując włosy z blond na czarny, za co w 2017 była nominowana do zdobycia Gwiazdy Plejady za metamorfozę roku. W grudniu premierę miał album Michała Kwiatkowskiego pt. Cicha noc/Douce nuit m.in. z kolędą „Dzisiaj w Betlejem” nagraną w duecie z Trojanowską. Rok 2016 zakończyłem występem w koncercie „Sylwester z Dwójką” organizowanym w Zakopanem. W sierpniu 2017 wystąpiła w koncercie „#iLove… Największe przeboje o miłości” na Top of the Top Sopot Festival 2017, z kolei we wrześniu uczestniczyła w 54. KFPP w Opolu – 15 września była jedną z jurorem w konkursie „Debiutów”, 16 września wystartowała z utworem „Skos” w konkursie „Premier”, a 17 września zaśpiewała przeboje „Tyle samo prawd ile kłamstw” i „Wszystko czego dziś chcę” w koncercie muzyki tanecznej „After Party”. Również we wrześniu została uhonorowana odznaką „za zasługi dla województwa warmińsko-mazurskiego” podczas Forum Kultury w Olsztynie. W drugiej połowie 2018 wystąpiła z utworem „Tyle samo prawd ile kłamstw” na Top of the Top Sopot Festival 2018 oraz poparła akcję Związku Producentów Audio-Video „Daj prawo kulturze”, mającą zachęcić polskich europosłów do poparcia dyrektywy ws. praw autorskich na jednolitym rynku cyfrowym, a 31 grudnia wystąpiła w koncercie „Warszawa – stolica sylwestra 2018” organizowanym przez TVN. W 2019 pojawiła się epizodycznie w jednym z odcinków serialu Barwy szczęścia, wzięła udział (z utworem „Wakacyjna miłość”) w konkursie „Premier” na 56. KFPP w Opolu, wystąpiła w koncercie „Love Forever” na Top of the Top Sopot Festival 2019 i zaśpiewała z Budką Suflera na sześciu koncertach z okazji 45-lecia zespołu.
W 2020 świętowała jubileusz 40-lecia pracy artystycznej. W drugiej połowie roku wydała teledysk do swojej interpretacji piosenki Tadeusza Nalepy „Dźwignij się, Grenado” oraz wzięła udział w kampanii reklamowej linii kosmetyków Bioliq produkowanych przez Aflofarm. Wystąpiła też na 57. KFPP w Opolu, a w trakcie festiwalu odsłoniła gwiazdę w opolskiej Alei Gwiazd i otrzymała nagrodę od TVP1 za 40-lecie pracy artystycznej. W tym czasie ukazała się również jej książka biograficzna pt. „Trojanowska”, będąca wywiadem-rzeką Leszka Gnoińskiego z artystką. W styczniu 2021 emitowana była druga edycja programu TVP2 The Voice Senior, w której Trojanowska była trenerką. Wystąpiła podczas trasy TVP2 Lato, muzyka, zabawa. Wakacyjna trasa Dwójki. We wrześniu odebrała nagrodę jubileuszową TVP1 na 58. KFPP w Opolu. Obchodziła także jubileusz pracy zawodowej w jednym z odcinków teleturnieju TVP1 Jaka to melodia?. W czerwcu 2023 wystąpiła na jubileuszowym 60. KFPP w Opolu z utworem „Wszystko czego dziś chcę” podczas koncertu Ale to już było. Jest. I będzie!. W 2024 wydała pierwsze po ośmioletniej przerwie single, „Niebo nad Warszawą” i „Znów będziemy tańczyć”, a także wystąpiła na koncercie „Muzyka to coś, co nas łączy” na Top of the Top Sopot Festival 2024.

## Charakterystyka muzyczna i wizerunek

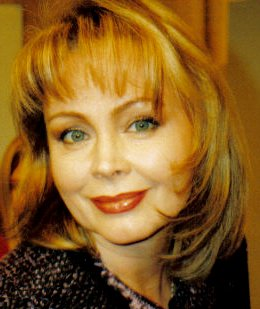
Trojanowska (2007)

Nagrywa utwory rockowe lub pop-rockowe. W utworach prezentowała treści feministyczne. Dziennikarz muzyczny Leszek Gnoiński w wywiadzie dla Onet.pl opisał Trojanowską jako „pierwszą wielką gwiazdę lat 80. wykraczającą daleko poza muzykę rockową”.
W latach 80. stylizowała się na femme fatale – nosiła krótko ścięte włosy i postrzępioną grzywkę, ponadto budziła sensację noszeniem ubrań inspirowanych nową falą. Wykreowany przez nią wizerunek wzbudzał liczne kontrowersje w prasie. Leszek Gnoiński w wywiadzie dla Onet.pl podkreślił, że Trojanowska „nie tylko wykreowała nowy sposób śpiewania, ale również przyczyniła się do zmian kulturowych, modowych i obyczajowych”.
Ze względu na swój wizerunek uchodzi za ikonę polskiej społeczności LGBT. W postać Trojanowskiej wcielał się na scenie drag queen Sellin Dé Mellon. Ponadto wokalistkę imitowali Stefano Terrazzino i Jeremi Sikorski na potrzeby programu rozrywkowego Polsatu Twoja twarz brzmi znajomo.

## Życie prywatne
27 września 1979 poślubiła matematyka cybernetyka Marka Trojanowskiego, z którym pozostaje w separacji. Mają córkę Roxanę (ur. 1991). Mieszkała w Stanach Zjednoczonych, Niemczech, Wielkiej Brytanii, Polsce i Holandii. Mieszka w Berlinie i Warszawie.
Pasjonuje się łowieniem ryb, od 2007 wielokrotnie startowała w Zawodach Wędkarskich Aktorów im. Mariana Łącza.
Cierpiała na depresję i chorobę alkoholową.

## Dyskografia
- Iza (1981)
- Układy (1982)
- Izabela Trojanowska (1991)
- Pożegnalny cyrk (1993; z Tadeuszem Nalepą)
- Chcę inaczej (1996)
- Życia zawsze mało (2011)
- Na skos (2016)

## Filmografia
Filmy i seriale
- 1979: Strachy jako Teresa Sikorzanka
- 1980: Kariera Nikodema Dyzmy jako Kasia, córka Kunickiego (odc. 2 i 4)
- 1981: 07 zgłoś się jako Joanna Borewicz, była żona porucznika (odc. 12)
- 1982: Blisko, coraz bliżej jako Hildegarda Belsche, córka majora (odc. 7 i 9)
- 1982: A száztizenegyes jako Olga Komarowska i Vera Komarowska
- 1983: Szkoda twoich łez jako Teresa Sikorzanka
- 1991: God khoroshego rebyonka jako Mama Rozalindy
- od 1997: Klan jako Monika Ross-Nawrot, córka Marii i Władysława Lubiczów
- 2010: Fenomen jako garderobiana Hania
- 2018: Juliusz jako gwiazda na pogrzebie ojca Juliusza

Przedstawienia teatralne
- Teatr Muzyczny im. Danuty Baduszkowej w Gdyni:
  - 1976: Promises, promises jako Fran Kubelik
  - 1977: Zielony Gil jako Dona Clara i Dona Inez
- Teatr telewizyjny:
  - 1980: Wielki Dodek
  - 1980: Carmilla jako Carmilla
  - 1981: Kat czeka niecierpliwie jako Mayola

Wykonanie piosenek
- 1982: Punkty za pochodzenie – „Jak Tobie płynie czas”
- 2001: Titanic – „Ciągle śniłam”
- 2015: Znam kogoś, kto cię szuka – „Jestem Twoim grzechem”
- 2018: Rojst – „Wszystko czego dziś chcę”

Programy telewizyjne
- 2021: The Voice Senior jako jurorka